# Kurzfristige Erfolgsrechnung
Die kurzfristige Erfolgsrechnung ist in der Betriebswirtschaftslehre eine Erfolgsrechnung, deren Rechnungsperiode weniger als ein Jahr (Quartal oder Monat) beträgt.
Materielle Unterschiede zwischen Erfolgsrechnung und kurzfristiger Erfolgsrechnung gibt es nicht. Die kurzfristige Erfolgsrechnung kann Aufwand und Erträge gegenüberstellen und wird über kürzere Rechnungsperioden als ein Jahr vorgenommen, etwa vierteljährlich, monatlich oder sogar täglich. Sie wird als kurzfristige Betriebsergebnisrechnung, als Kostenträgerzeitrechnung oder einfach als Deckungsbeitragsrechnung durchgeführt. Die kurzfristige Erfolgsrechnung wird meist monatlich, mindestens jedoch quartalsweise vorgenommen.
Die kurzfristige Erfolgsrechnung wurde bereits zu Beginn der betriebswirtschaftlichen Forschung thematisiert. Eugen Schmalenbach veröffentlichte zwischen 1909 und 1914 drei Aufsätze mit wichtigen Anregungen zur Einführung einer kurzfristigen Erfolgsrechnung. Die kurzfristige Erfolgsrechnung verbindet die Kostenträgerzeitrechnung mit der Erlösrechnung, indem sie Kosten und Erlöse gegenüberstellt und aus ihrem Saldo den Periodenerfolg ermittelt. Einige Autoren nennen die kurzfristige Erfolgsrechnung auch Nachkalkulation. Die Nachkalkulation verfolgt jedoch primär den Zweck, die Kosten eines Kostenträgers nachträglich genau zu ermitteln. Ihr fehlt die Erlösrechnung, die innerhalb der kurzfristigen Erfolgsrechnung vorgenommen wird.
Die kurzfristige Erfolgsrechnung verbindet die Kostenrechnung mit der Leistungsrechnung, indem sie Kosten und Leistungen eines Unternehmens für einen bestimmten Zeitraum gegenüberstellt. Dadurch kann nicht nur der Betriebserfolg ermittelt werden, sondern darüber hinaus seine Zusammensetzung, gegliedert nach Produktgruppen, Erfolgsquellen usw., offengelegt werden. Die kurzfristige Erfolgsrechnung ist damit ein Instrument der laufenden Kontrolle und Steuerung des Unternehmensprozesses.